# Portas
Portas – gmina w Hiszpanii, w prowincji Pontevedra, w Galicji, o powierzchni 22,62 km². W 2011 roku gmina liczyła 3073 mieszkańców.